# Sphecodes tainoi
Sphecodes tainoi är en biart som beskrevs av Engel 2006. Sphecodes tainoi ingår i släktet blodbin, och familjen vägbin. Inga underarter finns listade i Catalogue of Life.